# Anton Krásnohorský
Anton Krásnohorský (22. října 1925 – 25. června 1988) byl slovenský fotbalista, československý reprezentant a účastník mistrovství světa roku 1954 ve Švýcarsku (byť do bojů šampionátu přímo nezasáhl. Za československou reprezentaci odehrál 9 zápasů. V československé lize hrál za Iskru Žilina.